# Trisetum macrotrichum
Trisetum macrotrichum är en gräsart som beskrevs av Eduard Hackel. Trisetum macrotrichum ingår i släktet glanshavren, och familjen gräs. Inga underarter finns listade i Catalogue of Life.